# Heinrich Wiegand
Josef Anton Heinrich Wiegand (Fränkisch-Crumbach, Odenwald, 9 de setembre de 1842 - Frankfurt del Main, 28 de maig de 1899) fou un cantant d'òpera alemany. A partir de 1870 que abandonà la professió de comerciant per a consagrar-se a l'escena, la seva carrera fou una sèrie ininterrompuda de triomfs. Posseïdor d'una veu excepcional per la seva bellesa i volum, fou un dels artistes elegits per Wagner per les representacions de L'anell del nibelung, el 1881, i dels que formaren durant moltes temporades part principal del quadre artístic de l'Òpera de Viena, Múnic i Hamburg. Les seves interpretacions de Gurnemancio, al Parsifal, i del Rei Marke, a Tristany i Isolda, en el seu temps es consideraren com insuperables. Atacat d'una malaltia mental, fou reclòs en una casa de salut de Frankfurt, morint allí en la data mencionada.